# レックス・ウォルハイム
レックス・ウォルハイム(Rex Joseph Walheim、1962年10月10日-)は、アメリカ合衆国空軍の軍人、技術者、アメリカ航空宇宙局(NASA)の宇宙飛行士である。STS-110、STS-112、STS-135の3度のスペースシャトルのミッションに参加した。566時間以上を宇宙で過ごし、そのうち、36時間23分の船外活動を行った。スペースシャトル計画の最後のミッションとなったSTS-135では、ミッションスペシャリストとフライトエンジニアを務めた。

## 伝記
ウォルハイムは、カリフォルニア州レッドウッドシティで生まれたが、同州サンカルロスを故郷と考えている。

### 教育
1980年にサンカルロス高校を卒業し、1984年にカリフォルニア大学バークレー校で機械工学の学士号を得た。その後、1989年にヒューストン大学でインダストリアル・エンジニアリングの修士号を得た。

### 軍でのキャリア
1984年、アメリカ空軍に少尉として任官した。1985年4月には、ノースダコタ州キャバリエのキャバリエ空軍基地に配属され、ミサイル警告の運用に携わった。1986年10月には、テキサス州ヒューストンのジョンソン宇宙センターに配置換えされ、機械システムの運用管制官として働き、またスペースシャトルの降着装置、ブレーキ等の主任運用技術者を務めた。
1989年8月にコロラド州コロラドスプリングスのアメリカ宇宙コマンドに異動し、ミサイル警告レーダーのアップグレード計画のマネージャーとなった。1991年にアメリカ空軍テストパイロット学校に選ばれ、1992年に、カリフォルニア州エドワーズ空軍基地でのコースに出席した。卒業後、同基地のF-16連合試験部隊に配属され、アビオニクスと武装飛行のプロジェクトマネージャー、後にコマンダーを務めた。1996年1月、アメリカ空軍テストパイロット学校の教官となり、宇宙飛行士の訓練を始めるまで続けた。

### NASAでのキャリア

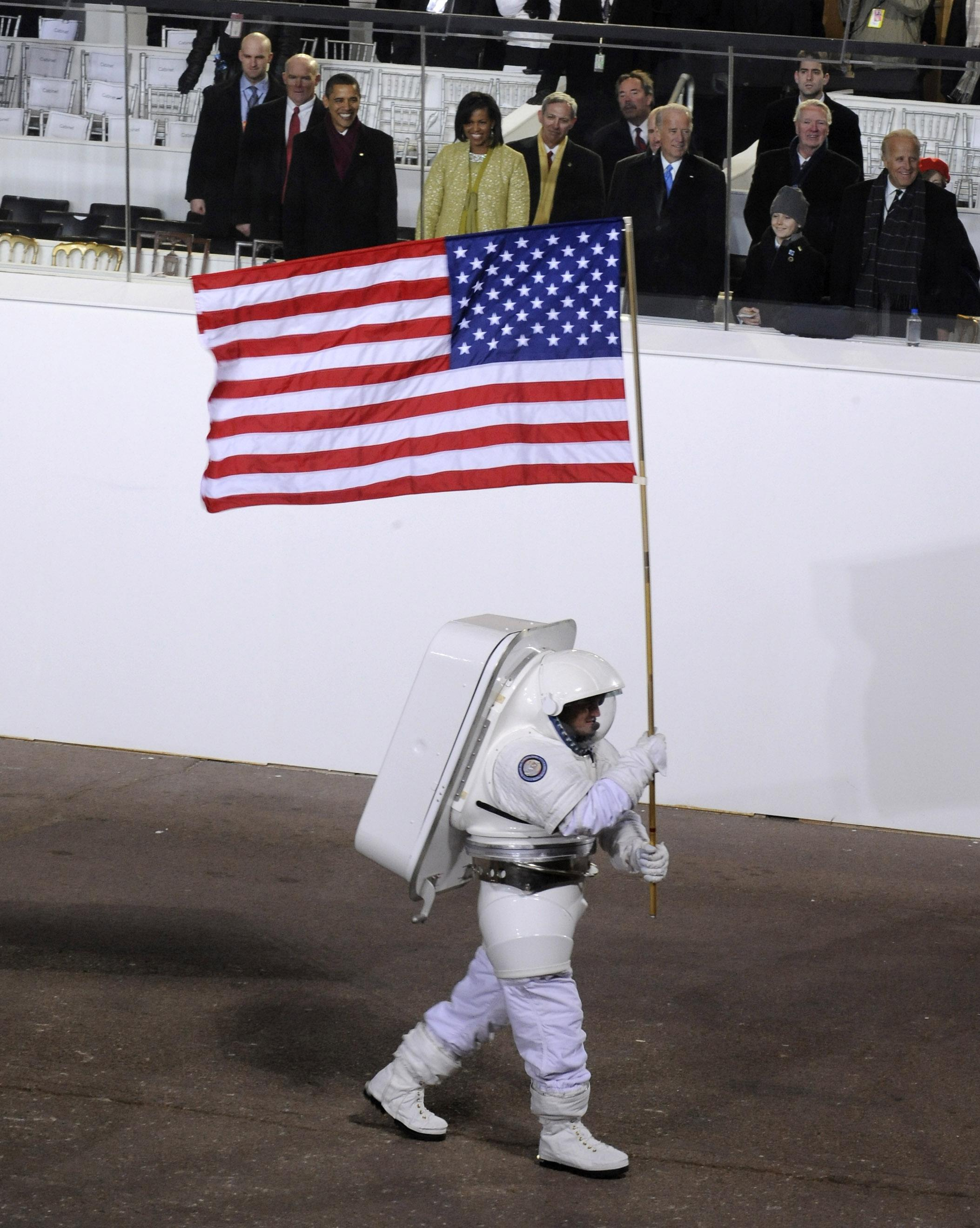
2009年の就任パレードでは、宇宙探査を表現する宇宙服に身を包み、観覧スタンド内のオバマ家、バイデン家の前を通過した。

1986年10月から1989年1月まで、ジョンソン宇宙センターで運用管制官及び運用技術者を津と得た。1996年3月にNASAにより宇宙飛行士候補に選ばれ、1996年8月にジョンソン宇宙センターに入ったと言われている。2年間の訓練と評価を終え、彼はミッションスペシャリストの資格を得た。当初は、宇宙飛行士室の宇宙ステーション運用部門に配属された。STS-110、STS-112、そしてスペースシャトルの最後の飛行となるSTS-135の3度のミッションに参加し、合計566時間以上を宇宙で過ごした。最初の飛行の後、船外活動部門に配属され、船外活動用宇宙服である船外活動ユニットの開発において、宇宙飛行士室の代表を務めた。
2002年9月、ウォルハイムは、NASAとアメリカ海洋大気庁(NOAA)の共同でのミッションであるNEEMO4でアクアノートを務めた。ウォルハイムらは5日間、海中居住施設アクエリアスから、宇宙での船外活動を模した飽和潜水を行った。ハリケーン・イシドールのためにミッションは延期し、期間を5日間に短縮せざるを得なかった。水中に入って3日目、ハリケーン・リリが向かってきているため、乗組員はアクエリアスを早期に脱出する準備をするよう指示を受けた。しかし、リリの勢力が弱まり危険ではなくなったため、乗組員は、5日間留まることができた。
2009年1月20日のワシントンD.C.でのバラク・オバマ大統領就任式では、ウォルハイムはアメリカ合衆国の国旗を持ち、NASAの次世代宇宙服の試作品を着て、パレードで行進した。
ウォルハイムは、2020年8月にNASAを退職した。

### STS-110
STS-110では、ミッションスペシャリストを務めた。STS-110では、ISSにS0トラスを運んだ。S0トラスを設置しカナダアーム2を再配置するために、ウォルハイムは、合計14時間15分に及ぶ2度の船外活動を行った。ミッション期間は、10日と19時間43分38秒であった。

### STS-122
STS-122では、ミッションスペシャリスト2とフライトエンジニアを務めた。12日間と18時間のミッションで、ヨーロッパで作ったコロンバスをISSに運んだ。ウォルハイムは、合計22時間8分に及ぶ3度の船外活動を行った。

### STS-135

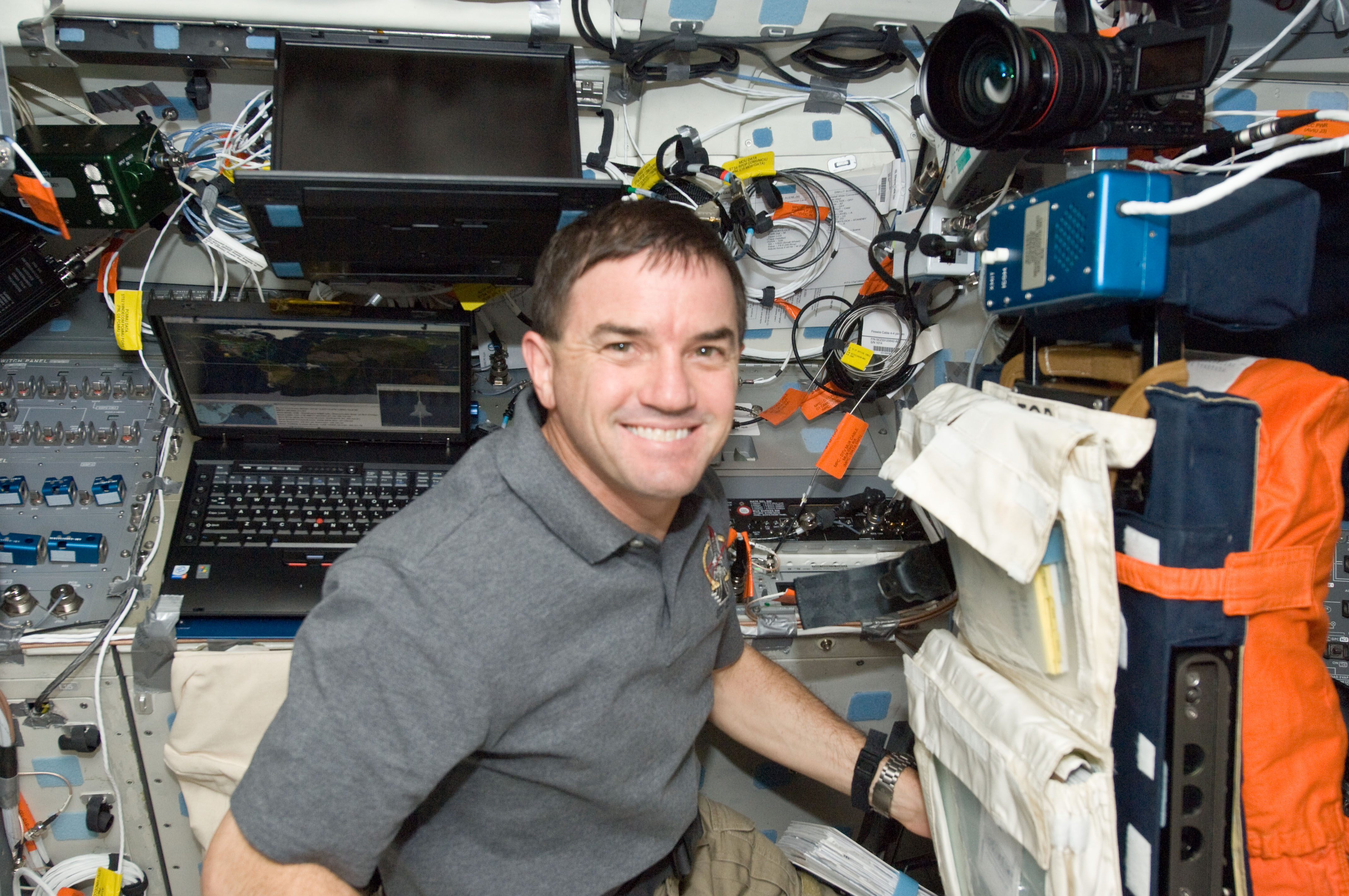
STS-135のミッション中、アトランティスのフライトデッキに滞在するウォルハイム

スペースシャトルの最後の飛行となったSTS-135では、ミッションスペシャリスト2を務めた。13日のミッションでISSを訪れた。

## 私生活
マージー・ドットソンと結婚しており、2人の子供がいる。趣味は、スキー、ハイキング、ソフトボール、フットボールである。父のローレンス・M・ウォルハイム・ジュニアはカリフォルニア州バイセイリアに居住しており、母のアヴィス・L・ウォルハイムは、既に死去している。

## 受賞等
- 予備役将校訓練課程優秀卒業生
- アメリカ空軍テストパイロット学校92A学級優秀卒業生
- メリトリアスサービスメダル
- 空軍w:Commendation Medal（2個）
- w:Aerial Achievement Medal
- ジム・ロームのラジオ番組Rex Streakの20人目のメンバー。ロームは彼を「レックス一族の王」と呼んだ。